# 빅토르 체르케소프

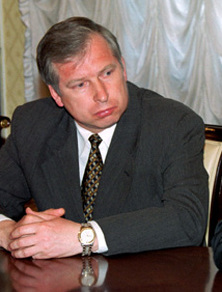

빅토르 바실리예비치 체르케소프(러시아어: Виктор Васильевич Черкесов, Viktor Vasilyevich Cherkesov, 1950년 7월 13일 ~ 2022년 11월 8일)는 러시아의 정보 관료이자 정치인이다. 레닌그라드 (지금의 상트페테르부르크) 출신으로, 국가보안위원회 (KGB) 출신의 실로비크이다.